# Procambarus nigrocinctus
Procambarus nigrocinctus är en sötvattenlevande kräfta som lever endemiskt i USA.